# (51828) Ilanramon
(51828) Ilanramon – planetoida z pasa głównego asteroid okrążająca Słońce w ciągu 4 lat i 226 dni w średniej odległości 2,77 j.a. Została odkryta 20 lipca 2001 roku w Obserwatorium Palomar w programie Near Earth Asteroid Tracking. Została planetoidy pochodzi od Ilana Ramona, izraelskiego astronauty, który zginął w katastrofie wahadłowca Columbia podczas misji STS-107 1 lutego 2003 roku. Przed jej nadaniem planetoida nosiła oznaczenie tymczasowe (51828) 2001 OU39.